# Hoplopholcus forskali
Hoplopholcus forskali là một loài nhện trong họ Pholcidae. Loài này komt voor van Oost-Europa tot Turkmenistan và là loài điển hình của chi Hoplopholcus.